# Saw II: Flesh & Blood
Saw II: Flesh & Blood è un videogioco del 2010 in terza persona di genere horror, sviluppato da Zombie Studio e pubblicato da Konami per PlayStation 3 e Xbox 360. È il sequel del videogioco Saw, uscito nel 2009, che sono entrambi basati nello stesso universo immaginario come i film di Saw.

## Produzione
È stato pubblicato il 19 ottobre 2010 per coincidere con l'uscita del settimo film, Saw 3D, uscito una settimana dopo.

## Sviluppo
Il gioco è stato annunciato ufficialmente al Konami Gamers Night 2010 con un trailer.
All'E3 2010, Tobin Bell è stato annunciato per restituire la voce al riabilitatore Jigsaw, inoltre il sottotitolo Flesh & Blood è stato confermato.

## Modalità di gioco
Saw II riprende subito dopo Saw e si trova tra il secondo e terzo film. Il protagonista sarà il figlio di David Tapp, Michael, nella sua ricerca di indizi dietro la morte del padre. In tal modo, Michael diventa un bersaglio del riabilitatore Jigsaw.

### Finale
Dopo la sua ultima vittima, il gioco torna al protagonista del primo caso, Campbell, che è stato lasciato con una decisione all'inizio del gioco. Jigsaw rivela che Michael è il "forestiero", il cui destino è nelle mani di Campbell. A seconda della scelta fatta dal giocatore all'inizio del gioco, ci sono due possibili finali:
- Sentiero del Sangue: si ottiene se si è salvato Campbell. Michael è lasciato a morire dopo che non riesce a entrare nell'ascensore. Campbell raggiunge dunque Jigsaw, e questi gli dice che lui e suo figlio sono ora liberi, dato che l'altro si trova al sicuro. Campbell si convince però che suo figlio non può vivere in modo adeguato al mondo, con gente come Jigsaw, e attacca l'enigmista, ma viene ucciso da una falce che sbuca dal soffitto. Jigsaw si avvicina al cadavere, lo guarda e dice: "Fine del gioco".
- Via della Carne: dopo che Michael entra nell'ascensore, viene riprodotto un nastro che riproduce la voce di Jigsaw, il quale sostiene che lui e Michael sono simili e possono rendere giustizia al mondo dei criminali. Michael si trova quindi di fronte a due porte: una lo conduce alla libertà e alla possibilità di utilizzare le prove raccolte da suo padre contro Jigsaw, ma l'altra rivela il costume Pighead che Jigsaw gli offre per aiutare la gente a vedere la verità dentro di sé, e con essa la possibilità di diventare un apprendista di Jigsaw.

## Accoglienza
La rivista Play Generation diede alla versione per PlayStation 3 un punteggio di 57/100, trovandolo un gioco solo per i fan della saga, i quali avrebbero dovuto riflettere bene sull'acquisto vista la qualità del titolo e l'elevato prezzo.